# Sancourt (Eure)
Sancourt település Franciaországban, Eure megyében. Lakosainak száma 171 fő (2022. január 1.). Sancourt Saint-Denis-le-Ferment községgel határos.

## Népesség
A település népessége az elmúlt években az alábbi módon változott:
| Lakosok száma | 89   | 96   | 97   | 128  | 162  | 156  | 155  | 167  | 173  | 171  |
|               | 1968 | 1982 | 1990 | 2006 | 2013 | 2015 | 2017 | 2019 | 2020 | 2022 |